# Colombé-le-Sec

Colombé-le-Sec este o comună în departamentul Aube din nord-estul Franței. În 1 ianuarie 2022 avea o populație de 155 de locuitori.